# Volsinii
Volsinii o Vulsinii (en etrusc Velzna, en grec antic Οὐολσίνιον) va ser una antiga ciutat d'Etrúria a la vora del llac del mateix nom (lacus Volsiniensis) i a la Via Clòdia, entre Clúsium i Forum Cassis, segons l'Itinerari d'Antoní i la Taula de Peutinger. La seva situació exacta no està establerta, i uns la situen al sud del llac, a Montefiascone, i d'altres a Orvieto, però probablement estava situada molt propera al lloc on després hi va haver una ciutat romana. S'ha de distingir entre la ciutat etrusca i la romana, ja que Volsinii estava situada en una zona escarpada, i la romana, l'actual Bolsena, es trobava en una plana.
Va ser una de les dotze ciutats de la Lliga Etrusca i una de les més poderoses, i segons Titus Livi, tenia molt proper el Fanum Voltumnae, el temple on es reunien anualment les tribus etrusques, a la vora del llac. Titus Livi i Valeri Màxim diuen que era una de les capita Etruriae ('capitals d'Etrúria').
No es parla de Volsinii abans de la caiguda de Veïs, quan els volsiniencs van témer que serien les properes víctimes de l'expansionisme romà. Es van aliar als salpinis (habitants de Salpinum) i, en ocasió d'una pesta i fam que va assolar Roma cap a l'any 391 aC, van atacar la ciutat, però van ser rebutjats amb moltes pèrdues. Els romans els van fer vuit mil presoners, i no van tenir més remei que pactar una treva de 20 anys i restituir el botí que havien fet pel camí i proporcionar la paga de l'exèrcit romà durant 12 mesos.
Ja no es torna a parlar de la ciutat fins al 310 aC, quan, aliada a les altres ciutats etrusques menys Arretium (Arezzo), va assetjar Sutrium, ciutat aliada a Roma, guerra que va acabar l'any 309 aC, amb la completa derrota etrusca a la Batalla del Lacus Vadimonis (llac Vadimonis). El 307 aC, el cònsol romà Publi Deci Mus va capturar diverses fortaleses que pertanyien a Volsinii. L'any 295 aC, Luci Postumi Megel va assolar el seu territori i els va derrotar sota els murs de la ciutat, matant 2.800 guerrers. Volsinii va negociar llavors, juntament amb Arretium i Perusia, una pau de quaranta anys i el pagament d'una indemnització. Però, al cap de 14 anys, van tornar a fer la guerra als romans (281 aC) fins que el 280 aC va ser definitivament sotmesa. Segons Plini el Vell, que ho copia d'un escriptor grec anomenat Metrodorus Scepsios, l'objectiu romà en atacar la ciutat era aconseguir les dues mil estàtues que allí hi havia, cosa que segurament no és certa però que indica la gran riquesa que devia tenir Volsinii. Valeri Màxim diu que eren tan rics que s'havien "efeminat" i no van poder lluitar amb èxit amb els romans i, finalment, els esclaus van usurpar el poder, fins que els romans els van lliurar d'aquesta tirania. De fet, els romans van ocupar la ciutat l'any 264 aC, la van arrasar completament i van expulsar els habitants, que es van establir no gaire lluny, en una segona ciutat de Volsinii, la Bolsena romana, que va existir com a ciutat provincial durant la República i l'Imperi i es va despoblar al segle iv.
Al Volsinii romà, hi va néixer Sejà (Seianus), el cap de la Guàrdia Pretoriana, marit d'Apicata i favorit de l'emperador Tiberi, i Juvenal diu que la sort de Sejà depenia del favor de la deessa Nòrtia (Nurtia o Nortia), una divinitat etrusca molt adorada a Volsinii, i al seu temple s'hi clavava cada any el Clavus annalis. Plini el Vell diu que a la ciutat va passar un fet sobrenatural: un llamp es va aparèixer al cel i el rei Porsenna el va agafar per destruir el monstre anomenat Volta que assolava el territori.
A Volsinii hi va néixer, també, Ruf Fest Aviè al segle iv que, en la seva Ora Maritima, va descriure la costa d'Hispània, des de les illes Casitèrides (illes Britàniques o nord de Galícia, segons diverses opinions) fins a Massàlia. Aviè és el primer autor conegut que descriu la costa catalana, encara que el periple en sigui una còpia d'altres periples anteriors.
Les restes de la ciutat romana es poden veure a l'actual vila de Bolsena, però les de la ciutat etrusca no se n'han trobades. Les restes principals són les d'un temple conegut per Temple de Nòrtia, encara que era un temple romà i no etrusc; l'amfiteatre, els banys, tauletes sepulcrals, sarcòfags i alguns relleus.